# Dirk Miente Bakker
Dirk Miente (Dick) Bakker (Den Haag, 24 juni 1934 - Heemstede, 30 november 1985) was een Nederlands hoogleraar taalkunde verbonden aan de Vrije Universiteit Amsterdam.

## Biografie
Dirk Miente Bakker werd geboren op 24 juni 1934 in Den Haag. Hij groeide op in een gereformeerd middenstandsgezin. In zijn geboorteplaats doorliep hij de lagere school en daarna ging hij van 1946 tot en met 1952 - tevens in Den Haag - naar het christelijk gymnasium. In zijn jeugd ontwikkelde hij een belangstelling voor de kunsten. Zo was hij een vaste bezoeker van het Mauritshuis. Tevens volgde hij lezingen over de gotiek en over wijsbegeerte. Ook bespeelde hij het kerkorgel en begeleidde de zang in diverse gemeentes. In 1952 begon hij aan een studie letteren aan de Universiteit Leiden en behaalde in 1959 het doctoraal examen.
Na zijn afstuderen ging Bakker als docent aan de slag bij het Christelijk Lyceum in Alphen aan de Rijn. Eerder had hij al lesgegeven op zijn oude middelbare school. Hij vervulde de functie aan het Christelijk Lyceum van 1959 tot 1969. Bakker trouwde in 1961 met Annemarie Arends. Terwijl hij werkzaam was als docent werkte hij ook aan een proefschrift. In 1968 promoveerde hij bij Cornelis Ferdinand Petrus Stutterheim cum laude op het proefschrift Samentrekking in Nederlandse syntactische groepen.
Bakker werd in 1969 aangesteld als wetenschappelijk hoofdmedewerker algemene taalwetenschap aan de Universiteit Leiden. In 1971 maakte hij de overstap naar de Vrije Universiteit Amsterdam waar hij een benoeming als hoogleraar Nederlandse taalkunde kreeg toebedeeld. Het jaar erop hield hij zijn inaugurele rede getiteld Tekengeving en syntaxis, over constructies met hebben en zijn. Gedurende het collegejaar 1979-1980 was Bakker decaan van de faculteit letteren.
In het voorjaar van 1980 kreeg Bakker een hartinfarct. Hoewel hij het infarct overleefde was hij nadien niet meer in staat om zijn functie als hoogleraar fulltime te vervullen. Hij kwam op 30 november 1985 in Heemstede te overlijden. Ongeveer een half jaar na zijn overlijden werd er op de Vrije Universiteit Amsterdam ter ere van hem een herdenkingsbijeenkomst gehouden. Theo Janssen sprak daar de rede uit: D.M. Bakker, onderzoeker van taal en taalbeschrijving. 

## Publicaties (selectie)
- Vorm en funktie in tekst en taal: bundel opstellen verschenen ter gelegenheid van de voltooiing van het honderdste deel van het Tijdschrift voor Nederlandse Taal- en Letterkunde (1984)., met anderen.
- Bibliografie van geschriften op het gebied van de Nederlandse taalkunde uit de negentiende eeuw (1977).
- Geschiedenis van de Nederlandse taalkunde (1977), als redacteur
- Tekengeving en syntaxis, over constructies met hebben en zijn (1972, oratie).
- Stutterheim-nummer (1971), met C. van Bree en anderen.
- Samentrekking in Nederlandse syntactische groepen (1968, proefschrift).